# Liste der Naturdenkmale in Dietenheim
| Naturdenkmale | Anzahl |
| ------------- | ------ |
| FND           | 5      |
| END           | 17     |
| Gesamt        | 22     |

Die Liste der Naturdenkmale in Dietenheim nennt die verordneten Naturdenkmale (ND) der im baden-württembergischen Alb-Donau-Kreis liegenden Stadt Dietenheim. In Dietenheim gibt es insgesamt 22 als Naturdenkmal geschützte Objekte, davon 5 flächenhafte Naturdenkmale (FND) und 17 Einzelgebilde-Naturdenkmale (END).
Stand: 31. Oktober 2016.

## Flächenhafte Naturdenkmale (FND)
| Name                                  | Bild | Kennung     | Einzelheiten | Position | Fläche Hektar | Datum        |
| ------------------------------------- | ---- | ----------- | ------------ | -------- | ------------- | ------------ |
| Feuchtgebiet „Vöhlensche Mähder“      | BW   | 84250280020 | Dietenheim   | ⊙        | 3,3           | 7. Okt. 2003 |
| Feuchtwiese im Gewann „Neue Welt“     | BW   | 84250280014 | Dietenheim   | ⊙        | 0,3           | 7. Okt. 2003 |
| Hohlweg im Gewann „Schaltenbrunnen“   | BW   | 84250280015 | Dietenheim   | ⊙        | 0,2           | 7. Okt. 2003 |
| Sandabbruch 'Weiße Wand'              | BW   | 84250280023 | Dietenheim   | ⊙        | 0,1           | 7. Okt. 2003 |
| Wasser- und Gehölzfläche am Ziegelhof | BW   | 84250280028 | Dietenheim   | ⊙        | 0,4           | 7. Okt. 2003 |
| Legende für Naturdenkmal              |      |             |              |          |               |              |